# Делла Торре, Оберто
Оберто делла Торре (итал. Oberto Della Torre; Генуя, 1617 — Генуя, 1698) — дож Генуэзской республики.

## Биография
Родился в Генуе в 1617 году.
Первой серьезной государственной должностью для Оберто стал пост покровителя часовни Святого Иоанна Крестителя в генуэзском соборе Сан-Лоренцо. Вместе с Эмануэле Бриньоле контролировал постройку приюта для бедных. В период эпидемии чумы 1656-1657 годов проводимые им общественные работы были приостановлены, а Оберто занимался организацией оказания помощи больным. После окончания эпидемии он был введен в состав Синдикатория, который инспектировал деятельность дожей.
В последующие годы его имя фигурирует на нескольких должностях в Генуэзской республике, он трижды избирался сенатором, а также состоял на службе в Банке Сан-Джорджо.
Был избран дожем 31 августа 1689 года, в возрасте 72 лет, 130-м в истории Генуи, став одновременно королём Корсики. Его правление запомнилось некоторые разногласиями с испанским губернатором Милана из-за блокады аннуитетов генуэзской знати на миланской территории.
Его мандат завершился 1 сентября 1691 года,  после чего он удалился от дел и умер в Генуе в 1698 году, был похоронен в уже не существующей церкви Сан-Доменико.